# تپه کره حسن‌آباد
تپه کره حسن‌آباد مربوط به دوران پیش از تاریخ ایران باستان است و در شهرستان جوانرود، روستای کره حسن‌آباد واقع شده و این اثر در تاریخ ۲۳ شهریور ۱۳۸۲ با شمارهٔ ثبت ۱۰۱۵۴ به‌عنوان یکی از آثار ملی ایران به ثبت رسیده است.